# Desdémona (barco)
El Desdémona fue un buque mercante construido en Hamburgo, Alemania, para la empresa alemana Partenreederei A. Kirsten y vendido en la década de 1960 a la compañía argentina Cormorán Líneas Marítimas. Encalló en la costa Atlántica de la provincia de Tierra del Fuego, Argentina, en 1985.  

## Historial
Fue construido en el astillero H. C. Stülcken & Sohn de Hamburgo; gemelo del «Ofelia» (hundido) y del «Cleopatra» (desguazado), tenía un motor diésel Krupp con 8 cilindros, de 1470 hp acoplado a una hélice que le permitía desarrollar unos 11 nudos de velocidad máxima. Su señal distintiva era L.Q.Z.P.

## Incidentes
1983
En la madrugada del 9 de julio de 1983, al mando del capitán Germán G. Prillwitz, varó frente a las costas de Mar de Ajó, provincia de Buenos Aires, al toparse con un banco de arena en medio de una densa bruma cuando navegaba con el sistema de comunicaciones dañado por el impacto de un rayo. Salió de esta varadura por sus propios medios y se dirigió a Mar del Plata para que se le hicieran reparaciones.
1985
Este año el Desdémona se dirigía a Tierra del Fuego desde Comodoro Rivadavia, con veinte tripulantes y cargado con 20 000 bolsas de cemento, cuando el motor sufrió una avería impidiéndole navegar a más de 5 nudos. En Ushuaia se intentó una reparación pero el desperfecto no fue solucionado. Aun así, partió del puerto de la capital para seguir su viaje hacia la ciudad de Río Grande con mínima potencia del motor. Buscando refugio frente a las mareas y el viento que le impedirían llegar al puerto de destino, se dirigió hacia el sur bordeando la costa y tras pasar el cabo San Pablo tocó fondo. El capitán decidió hacer una maniobra para poder salir pero la popa chocó con una restinga que no aparecía en la carta náutica, produciendo un agujero por donde comenzó a ingresar el agua que inundó las bodegas. Prillwitz decidió varar el barco intencionalmente en la playa para evitar su naufragio. Posteriormente hubo una inspección de la Armada con la intención de sacarlo, pero finalmente quedó abandonado en el lugar.     

## Ubicación
El pecio se encuentra en la playa al sur del cabo San Pablo y de la desembocadura del río San Pablo, en las coordenadas 54°17′53″S 66°41′58″O / -54.29806, -66.69944, en ángulo oblicuo en relación con la línea de costa a unos 130 m de la línea de marea alta.